# Arrondissement di Gand
L'arrondissement di Gand (in olandese Arrondissement Gent, in francese Arrondissement de Gand) è una suddivisione amministrativa belga, situata nella provincia delle Fiandre Orientali e nella regione delle Fiandre.

## Composizione
L'arrondissement di Gand raggruppa 21 comuni:
- Aalter
- Deinze
- De Pinte
- Destelbergen
- Evergem
- Gavere
- Gand (Gent)
- Knesselare
- Lochristi
- Lovendegem
- Melle
- Merelbeke
- Moerbeke
- Nazareth
- Nevele
- Oosterzele
- Sint-Martens-Latem
- Waarschoot
- Wachtebeke
- Zomergem
- Zulte

## Società

### Evoluzione demografica
Abitanti censiti
- Fonte dati INS - fino al 1970: 31 dicembre; dal 1980: 1º gennaio